# Denton County
Das Denton County ist ein County im Bundesstaat Texas der Vereinigten Staaten. Das U.S. Census Bureau hat bei der Volkszählung 2020 eine Einwohnerzahl von 906.422 ermittelt. Der Sitz der Countyverwaltung (County Seat) befindet sich in Denton.

## Geographie
Das County liegt nordöstlich des geographischen Zentrums von Texas und ist im Norden etwa 45 km von dem Bundesstaat Oklahoma entfernt. Es hat eine Fläche von 2481 Quadratkilometern, wovon 180 Quadratkilometer Wasserfläche sind. Es grenzt im Uhrzeigersinn an folgende Countys: Cooke County, Grayson County, Collin County, Dallas County, Tarrant County und Wise County.

## Geschichte
Denton County wurde 1846 aus Teilen des Fannin County gebildet. Benannt wurde es nach John Bunyan Denton, einem Juristen und Prediger.

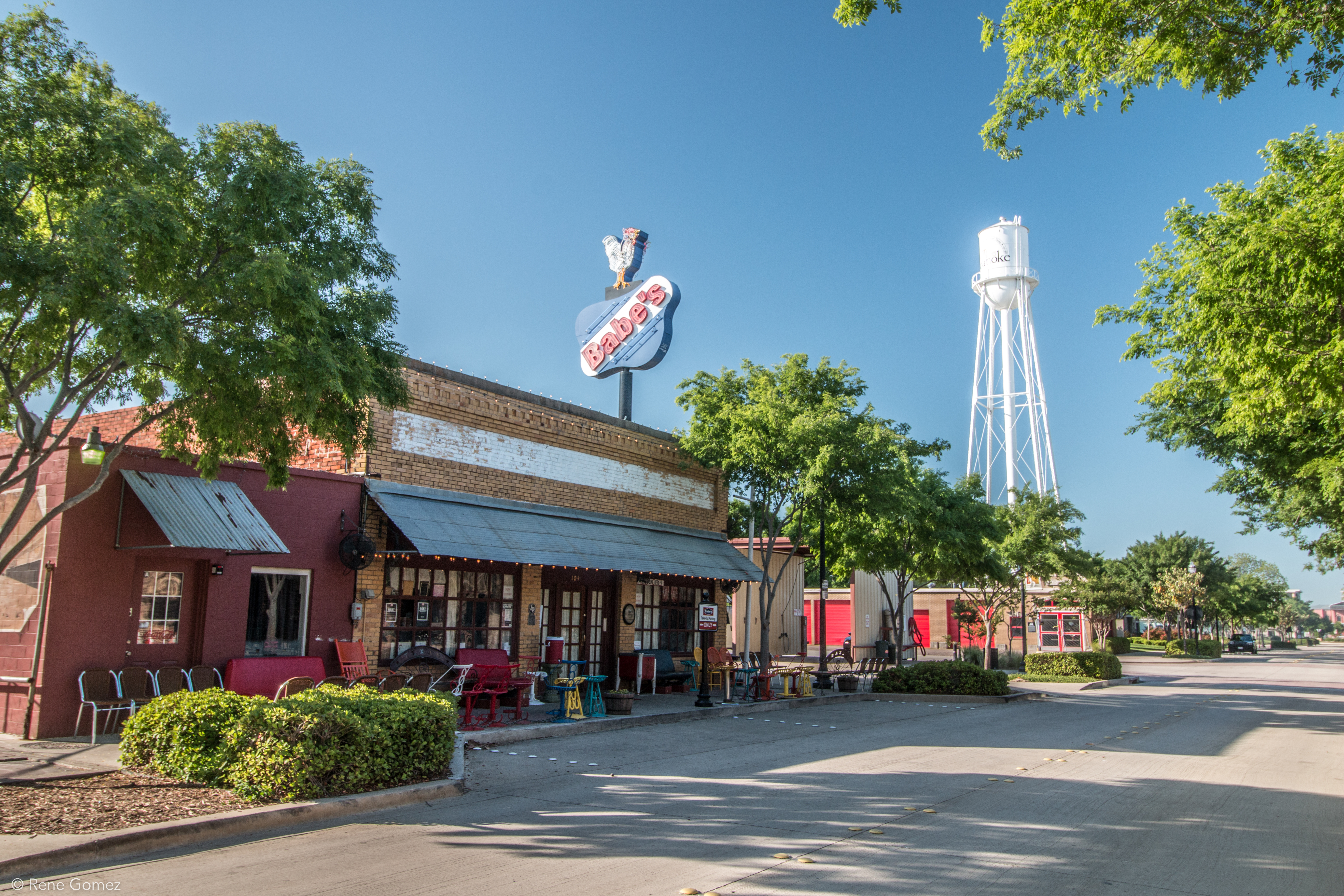
Gebäudeensemble im Central Roanoke Historic District, der einer von 14 Einträgen des Countys im NRHP ist.

14 Bauwerke und Stätten des Countys sind im National Register of Historic Places (NRHP) eingetragen (Stand 24. Oktober 2018).

## Demografische Daten

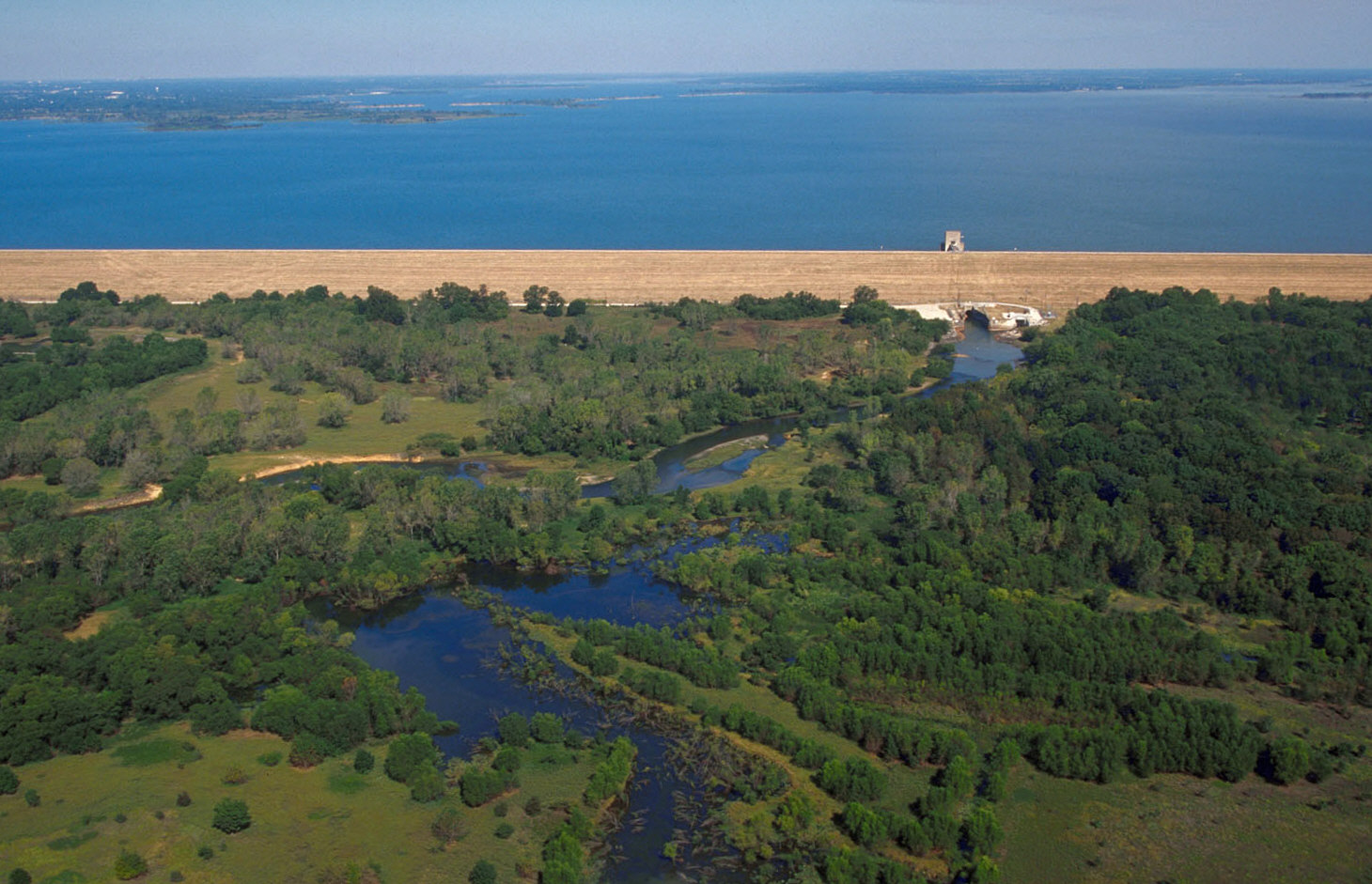
Lewisville Lake

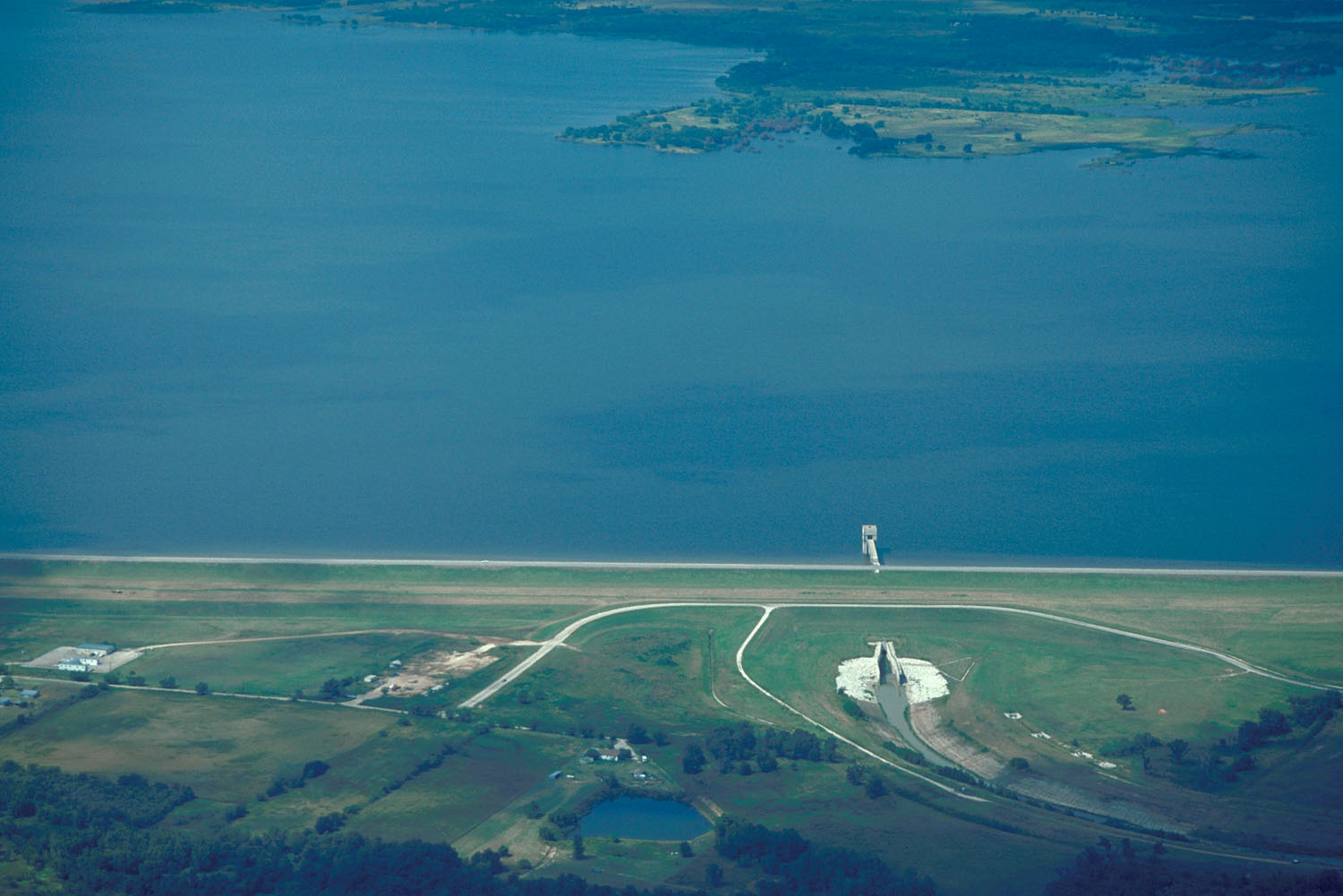
Der Ray Roberts Lake

Nach der Volkszählung im Jahr 2000 lebten im Denton County 432.976 Menschen in 158.903 Haushalten und 111.391 Familien. Die Bevölkerungsdichte betrug 188 Einwohner pro Quadratkilometer. Ethnisch betrachtet setzte sich die Bevölkerung zusammen aus 81,73 Prozent Weißen, 5,86 Prozent Afroamerikanern, 0,59 Prozent amerikanischen Ureinwohnern, 4,03 Prozent Asiaten, 0,05 Prozent Bewohnern aus dem pazifischen Inselraum und 5,56 Prozent aus anderen ethnischen Gruppen; 2,19 Prozent stammten von zwei oder mehr Ethnien ab. 12,15 Prozent der Einwohner waren spanischer oder lateinamerikanischer Abstammung.
Von den 158.903 Haushalten hatten 39,1 Prozent Kinder oder Jugendliche, die mit ihnen zusammen lebten. 57,9 Prozent waren verheiratete, zusammenlebende Paare, 8,6 Prozent waren allein erziehende Mütter und 29,9 Prozent waren keine Familien. 22,2 Prozent waren Singlehaushalte und in 3,2 Prozent lebten Menschen im Alter von 65 Jahren oder darüber. Die durchschnittliche Haushaltsgröße betrug 2,67 und die durchschnittliche Familiengröße betrug 3,18 Personen.
27,7 Prozent der Bevölkerung war unter 18 Jahre alt, 11,3 Prozent zwischen 18 und 24, 37,0 Prozent zwischen 25 und 44, 19,0 Prozent zwischen 45 und 64 und 5,0 Prozent waren 65 Jahre alt oder älter. Das Medianalter betrug 31 Jahre. Auf 100 weibliche Personen kamen 99 männliche Personen und auf 100 Frauen im Alter von 18 Jahren oder darüber kamen 96,6 Männer.
Das jährliche Durchschnittseinkommen eines Haushalts betrug 58.216 USD, das Durchschnittseinkommen einer Familie betrug 69.292 USD. Männer hatten ein Durchschnittseinkommen von 45.835 USD, Frauen 31.639 USD. Das Prokopfeinkommen betrug 26.895 USD. 4,1 Prozent der Familien und 6,6 Prozent der Einwohner lebten unterhalb der Armutsgrenze.

## Städte und Gemeinden
- Argyle
- Aubrey
- Bartonville
- Bolivar
- Camey
- Camp Dallas
- Carrollton
- Carter
- Cooper Creek
- Coppell
- Copper Canyon
- Corinth
- Corral City
- Dallas
- Denton
- DISH
- Double Oak
- Drop
- Flower Mound
- Fort Worth
- Frisco
- Green Valley
- Hackberry
- Hebron
- Hickory Creek
- Highland Village
- Justin
- Krugerville
- Krum
- Lake Dallas
- Lakewood Village
- Lewisville
- Lincoln Park
- Little Elm
- Marshall Creek
- Mustang
- Navo
- Northlake
- Oak Point
- Parvin
- Pilot Point
- Plano
- Ponder
- Roanoke
- Sanger
- Shady Shores
- Southlake
- Stony
- The Colony
- Trophy Club
- Westlake